# Conseil national des universités
Pour les articles homonymes, voir CNU.
Le Conseil national des universités, abrégé par le sigle CNU, est une instance consultative et décisionnaire française chargée, à l'échelon national, des décisions individuelles concernant la qualification, le recrutement et l'évolution de carrière des enseignants-chercheurs (professeurs des universités et maîtres de conférences).
Cette instance est composée d’enseignants-chercheurs nommés et élus mais, pour renforcer l’indépendance de ces personnes, les élus sont majoritaires (au moins 2/3).
Les principes de liberté de l’enseignement supérieur et d’autonomie de la recherche ont conduit à accorder aux enseignants-chercheurs des garanties statutaires spécifiques (équivalent de la tenure d’origine anglo-américaine) et notamment une forme d’auto-gestion collective en matière de carrière.

## Histoire du CNU
L’instance chargée d’organiser la carrière des enseignants-chercheurs a été créée à la Libération par l'ordonnance no 45-2631 du 2 novembre 1945. Toutefois, elle a connu différentes dénominations et des changements d’organisation. En particulier, les premiers textes accordaient seulement une légère majorité aux membres élus sur les membres nommés puisqu’il y avait, dans chaque section ou sous-section, seulement un élu de plus que le nombre de nommés. Désormais, la proportion des élus est au moins des deux tiers.

### Dénominations successives
- 1945 : comité consultatif des universités
- 1972 : comité consultatif des universités[3]
- 1979 : conseil supérieur des corps universitaires[4]
- 1983 : conseil supérieur des universités[5]
- 1987 : conseil national des universités[6]

## Régime actuel

### Textes
Le CNU est régi par le décret no 92-70 du 16 janvier 1992, dont la dernière modification date de 2009. Toutefois les disciplines de santé sont régies par le décret no 87-31 du 20 janvier 1987.

### Organisation et fonctionnement
Le CNU est divisé en « groupes de sections », et en autant de « sections » qu’il y a de disciplines « officielles », chaque groupe rassemblant plusieurs sections. Dans les disciplines de santé, chaque section est encore divisée en « sous-sections » correspondant à des options (voir plus bas la liste des groupes, sections et sous-sections).
Chaque section ou sous-section est composée en nombre égal de professeurs des universités (ou assimilés) et de maîtres de conférences (ou corps assimilés). Dans chaque collège, les deux tiers des membres au moins sont élus, les autres nommés (hors quelques situations particulières où le nombre des membres nommés peut être plus important). L’élection des membres a lieu au scrutin uninominal majoritaire à deux tours pour les disciplines de la santé, au scrutin de listes sans panachage, et représentation proportionnelle au plus fort reste pour les autres disciplines. Pour les disciplines de santé, le mandat est de six ans et le renouvellement se fait par moitié tous les trois ans. Pour les autres, le mandat est de quatre ans (renouvelable une fois) et tous les membres renouvelés simultanément.
Chaque section et sous-section désigne un président A, deux vice-présidents (1 A et 1 B) et un assesseur B (ou 3 assesseurs - 1 A et 2 B -  si le nombre de membres de la section est > 36).
Le CNU peut se réunir dans différentes formations : 
- par groupes ; dans ce cas, le ministre chargé de l'Enseignement supérieur préside la séance ;
- par bureau des sections composant un groupe (pour la commission d'appel, auditionnant les candidats non qualifiés deux années consécutives)
- par section (cas le plus fréquent) ;
- par sous-section ;
- par une « intersection », composée paritairement de représentants de deux sous-sections, d’une sous-section et d’une section ou de deux sections. Cette possibilité a disparu des décrets récents mais permettait de traiter les dossiers interdisciplinaires.

En outre, depuis 2004, une conférence permanente des CNU (la CP-CNU) s’est mise en place sous forme d'association, pour coordonner les actions des sections.
Une commission permanente est créée en 2009 par décret et remplace cette CP-CNU. Elle devient ainsi une institution.

### Sessions et rôles
La section est l’instance de consultation habituelle et de prise de décisions. Elle a pour fonction de se prononcer sur la qualification et la carrière (promotion, CRCT) des professeurs des universités et des maîtres de conférences ; et – depuis 2009 – sur l’évaluation individuelle et quadriennale de leur activité.
Le CNU a perdu, par le décret de 2009, la mission de reclassement dévolue désormais aux établissements et en particulier aux conseils scientifiques. Ce dessaisissement engendre des inégalités territoriales importantes puisque ce sont les conseils scientifiques des établissements qui décident des mesures de reclassement des enseignants-chercheurs. La mission de promotion, ainsi que celle d'attribution des congés pour recherche et conversion thématique (CRCT), ont failli également disparaître par le décret de 2009 au profit de décisions prises uniquement au niveau local. Le fort mouvement des universitaires a permis de faire échec à cette tentative.
Le travail des sections se fait sur document le plus souvent. Les sessions de qualification n’ont lieu qu'une fois dans l’année, généralement en hiver ; les sessions de gestion des carrières (promotions et CRCT) se déroulent au printemps. Après deux refus de qualification, on peut faire appel de la décision auprès du « groupe », ensemble des membres des bureaux de sections appartenant au groupe, devant lequel les candidats passent un oral. À partir de 2014, les sections ont désormais comme mission, l'expertise des demandes de PEDR.
Chaque section du CNU a sa manière propre de traiter les dossiers, donnant lieu à de très grandes disparités sur le plan du taux de qualification.

## Controverses
Le CNU a fait l'objet de fortes critiques dans certains rapports, dont le rapport rendu en juin 2008 par la Commission de réflexion sur l’avenir des personnels de l’Enseignement supérieur, présidée par Rémy Schwartz.
Il est également arrivé que le fonctionnement d'une section du CNU, tant du point de vue de sa composition que des promotions qu'elle accorde, soit vivement contesté par la communauté scientifique qu'elle représente.
La création par arrêté ministériel du 13 février 2012 d'une section 75 de « criminologie » est vivement décriée par la communauté universitaire (associations savantes, syndicats) qui y voit l'expression de considérations idéologiques et politiques plus qu'un besoin scientifique et dénie toute légitimité scientifique à cette nouvelle section. Relayant ces inquiétudes, la Commission permanente du CNU (CP-CNU) adopte le 21 mars 2012 une motion votée en Assemblée générale (149 voix pour, 0 contre, 2 abstentions),, qui dénonce l'absence de considération scientifique dans la création de cette section. Sans avoir été installée, cette section est supprimée par un arrêté du 6 août 2012.
De plus en plus critiquée  par les détracteurs de l'institution nationale, contre pouvoir au « tout » local, comme étant arbitraire et inutilement chère, un amendement proposant la suppression de la procédure de qualification a été adopté par le Sénat le 21 juin 2013. La qualification a finalement été maintenue par la commission mixte paritaire après une mobilisation syndicale.

### Nominations, auto-promotions et démissions en sociologie-démographie (2009)
La section 19 (sociologie-démographie) du CNU a été traversée par une crise de grande ampleur, qui a entraîné plusieurs démissions successives au sein de la section, de même qu'il a poussé de nombreux sociologues, des unités de recherche et des syndicats de l'enseignement supérieur à intervenir publiquement. Cette crise a suscité l'attention et l'implication du Ministère de l'enseignement supérieur et de la recherche, dirigé en 2009 par Valérie Pécresse. (un historique de la controverse en section 19 (sociologie-démographie) en 2009, rédigé par Philippe Cibois pour l'Association Française de Sociologie )
En 2007, la composition de la section 19 avait déjà soulevé une vive controverse. Une partie des membres du CNU n'y sont pas élus mais y sont nommés par le ministère compétent en matière d'enseignement supérieur. Ces nominations incluaient notamment Michel Maffesoli et Patrick Tacussel, qui appartiennent au même courant de pensée à l'intérieur du champ de la sociologie française, et qui avaient déjà suscité de vives critiques au sein de la communauté scientifique, notamment en faisant soutenir la thèse très controversée d'Élizabeth Teissier. À l'occasion de ces nominations, l'Association des sociologues enseignants du supérieur (ASES) et l'Association Française de Sociologie (AFS) ont protesté contre cette décision en publiant le communiqué suivant :
La communauté des sociologues par le biais de ses institutions représentatives (AFS, ASES)  déplore qu'un tiers des nominations effectuées par le Ministère à la 19e section du CNU (sociologie, démographie) ait été employé au profit d'une seule école de pensée ; elle demande au CNU d'être particulièrement vigilant pour les qualifications et de s'assurer que les candidats aient fait la démonstration d'une maitrise du lien entre problématisation théorique et mise en œuvre d'un corpus systématisé de données empiriques.
En juin 2009, à l'occasion des promotions délivrées par la section 19 du CNU, Patrick Tacussel et Michel Maffesoli étaient à la fois membres de la section 19 et candidats à une promotion aux rangs de professeur des universités à la classe exceptionnelle, 1 et 2 respectivement. Gilles Ferréol, également membre de la section 19 du CNU, était également candidat à une promotion au rang de professeur des universités à la classe exceptionnelle 1. Ces trois candidatures, qui furent avalisées par la section 19, permirent la promotion de trois membres de la section 19. Elles épuisèrent également le contingent de promotions disponibles cette même année pour les professeurs des universités à la classe exceptionnelle.
La promotion des membres du CNU par cette même instance avait été rendue possible dans les textes quelques semaines avant ; il existe toutefois une règle informelle au sein de la sociologie interdisant à la section 19 du CNU de s'autoriser ces pratiques d'auto-promotion. Si les promotions de 2009 ne sont pas uniques dans l'histoire de la section 19 du CNU ; elles sont toutefois remarquables de par leur nombre exceptionnellement élevé : si l'on inclut toutes les auto-promotions des professeurs, cinq auto-promotions ont eu lieu en 2009, chiffre annuel jamais atteint sur la décennie 1998-2008. Les promotions de Michel Maffesoli, Patrick Tacussel et Gilles Ferréol sont elles-mêmes particulièrement remarquables dans la mesure où les auto-promotions au rang de professeur à la classe exceptionnelle n'avait jamais dépassé une promotion par an par le passé. Enfin, l'auto-promotion de Michel Maffesoli est la seule « auto-promotion » de professeur à la classe exceptionnelle 2 de l'histoire récente de la section 19 du CNU : aucune auto-promotion à ce rang n'a eu lieu au cours de la décennie 1998-2008.
À l'annonce de ces promotions, certains membres du CNU ont protesté, par un courrier du 22 juin 2009 au président la section 19 du CNU, Jan Spurk, contre la très nette tendance à l'auto-promotion exprimée par les promotions de Michel Maffesoli, Gilles Ferréol et Patrick Tacussel. Dès juin 2009, un membre de la section 19, Alain Quemin, avait démissionné de son poste pour marquer son désaccord avec les décisions prises par sa présidence et par ses membres. Également en réaction à ces autopromotions, l'Association française de sociologie (AFS) et l'Association des sociologues enseignants du supérieur (ASES) ont fait observer, dans leur communiqué commun du 22 juin 2009, que contrairement aux règles de déontologie appliquées par la communauté des sociologues français, « un certain nombre de membres de la section 19 du Conseil national des universités (CNU) ont obtenu leur promotion du conseil même dans lequel ils siègent, monopolisant par ailleurs les possibilités de promotion aux échelons les plus hauts du corps des professeurs ». Ces deux associations concluaient que les membres du CNU responsables de cette campagne d'auto-promotion « [avaient] perdu de ce fait la crédibilité nécessaire pour assumer leur mission avec impartialité » : leur communiqué appelait ainsi à la démission du président du CNU et de son vice-président de rang A.
Ces auto-promotions ont également suscité de très vives critiques de la part des associations professionnelles de la sociologie française, ainsi que de la communauté sociologique française en général. Un débat plus large s'est ouvert sur les listes de diffusion de la communauté sociologique française, et en septembre 2009, le deuxième vice-président de la section 19 du CNU, Jérôme Deauvieau, demanda la dissolution de la section. Estimant, en reprenant les termes de ce dernier, que « [leur] section [avait] désormais perdu toute légitimité dans la communauté scientifique », 11 membres de la section ont démissionné le 16 septembre 2009 en protestation contre les autopromotions dans leur section. Leur courrier de démission dénonçait tout particulièrement le fait que « seuls des membres de la section [avaient] bénéficié de promotions au niveau de la classe exceptionnelle », promotions qui concernaient Gilles Ferréol, Patrick Tacussel et Michel Maffesoli.
À la suite de ces démissions, les sections 25, 26 et 27 (mathématiques et informatique) ont réagi à ces auto-promotions et aux démissions qui les ont suivies, de même que des unités de recherche en sociologie et deux organisations syndicales, le Snesup-FSU et le SGEN-CFDT, ont assuré leur soutien aux démissionnaires. Bien que la controverse ait poussé de nombreux sociologues à intervenir, à la fois à l'intérieur de la section 19 du CNU et à l'extérieur, principalement sur la liste de diffusion de l'ASES, il est toutefois observable qu'au sein de la section 19 du CNU, les maîtres de conférences furent plus nombreux à protester que les professeurs des universités. Le président de la section 19 du CNU, Jan Spurk, n'a pas pris publiquement part au débat qui s'est ouvert à l'annonce des autopromotions dans sa section, mais a toutefois annoncé sa démission le 2 octobre 2009, ainsi que celui de sa colistière Michèle Dion.
À la suite de cette controverse, la ministre de l'enseignement supérieur Valérie Pécresse a suspendu la procédure de promotion et a saisi la direction générale des ressources humaines de son ministère en novembre 2009, "afin de vérifier la régularité des délibérations contestées". À la conclusion de l'enquête, le nombre de démissionnaires était de 24 sur 36 membres. Dans un courrier du 3 décembre 2009, Valérie Pécresse a par la suite jugé que les procédures de promotion étaient conformes au règlement, et que « si certains membres font état du non-respect de procédures internes, propres à la section, celles-ci sont dépourvues de caractères réglementaires » .
Un processus de reconstitution de la section 19 du CNU s'est entamé à la suite des démissions, afin de pouvoir évaluer les dossiers des candidats à la qualification dans cette section. Le 9 février 2010, un vote serré sur les candidatures devant remplacer les élus démissionnaires n'a pas débouché sur une modification profonde de la composition de la section ; un groupe d'élus s'étant déclarés favorables à une réforme de grande ampleur des pratiques du CNU s'est toutefois constitué à l'intérieur de la section, et représente près de la moitié de ses effectifs. À la même date, Michel Maffesoli a diffusé un essai contre les personnes ayant dénoncé les auto-promotions au CNU, dont la sienne.
À l'automne 2011, une liste intersyndicale clairement opposée aux auto-promotions a obtenu une large majorité des sièges de la section 19. Dans les semaines qui ont suivi, les nominations ministérielles, incomplètes et effectuées tardivement vis-à-vis du calendrier des procédures de qualification, ont engendré de nombreuses critiques. Le ministère de l'enseignement supérieur et de la recherche, dirigé par Laurent Wauquiez, n'a pas fourni d'explication sur sa procédure de nomination, et a décalé la date limite d'envoi des dossiers de qualification de sept jours.
Ces événements ont une incidence sur l'autonomie des professions universitaires, et à ce titre, les mobilisations au sein de la section 19 (et de plusieurs autres sections) reflète la tension politique créée par la Loi relative aux libertés et responsabilités des universités, qui fut l'une des premières réformes de Nicolas Sarkozy après l'élection présidentielle française de 2007, et dont ce dernier se réclame aujourd'hui comme d'un succès. Paradoxalement, cette réforme se réclamait également d'un principe d'autonomie, mais uniquement appliqué à la gestion budgétaire des établissements universitaires. L'opposition entre l'autonomie (universitaire) publique et l'autonomie (budgétaire) privée est une forme contemporaine des conflits idéologiques autour de la notion d'Université en France.

## Liste des sections disciplinaires dans l'ordre des numéros de section
Le sections sont numérotées jusqu'à 92 mais sont au nombre de 81, les numéros 38 à 41, 59, 78-79, 83-84, 88-89 n'étant pas attribués. Elles correspondent à 78 disciplines officielles seulement, les pharmaciens se divisant en deux sections selon le statut des personnels. En voici la liste, classées par numéro de section :

### Droit,économie,gestion
Groupe 1
- 01 : Droit privé et sciences criminelles
- 02 : Droit public
- 03 : Histoire du droit et des institutions
- 04 : Science politique

Groupe 2
- 05 : Sciences économiques
- 06 : Sciences de gestion

### Lettresetsciences humaines(1repartie)
Groupe 3
- 07 : Sciences du langage : linguistique et phonétique générales
- 08 : Langues et littératures anciennes
- 09 : Langue et littérature françaises
- 10 : Littératures comparées
- 11 : Langues et littératures anglaises et anglo-saxonnes
- 12 : Langues et littératures germaniques et scandinaves
- 13 : Langues et littératures slaves
- 14 : Langues et littératures romanes : espagnol, italien, portugais, autres langues romanes
- 15 : Langues et littératures arabes, chinoises, japonaises, hébraïques, d'autres domaines linguistiques

Groupe 4
- 16 : Psychologie et Ergonomie
- 17 : Philosophie
- 18 : Architecture et Arts : plastiques, du spectacle, musique, musicologie, esthétique, sciences de l'art
- 19 : Sociologie, démographie
- 20 : Anthropologie biologique, ethnologie, préhistoire
- 21 : Histoire et civilisations : histoire et archéologie des mondes anciens et des mondes médiévaux ; de l'art
- 22 : Histoire et civilisations : histoire des mondes modernes, histoire du monde contemporain ; de l'art ; de la musique
- 23 : Géographie physique, humaine, économique et régionale
- 24 : Aménagement de l'espace, urbanisme

### Sciences(1repartie)
Groupe 5
- 25 : Mathématiques
- 26 : Mathématiques appliquées et applications des mathématiques
- 27 : Informatique

Groupe 6
- 28 : Milieux denses et matériaux
- 29 : Constituants élémentaires
- 30 : Milieux dilués et optique

Groupe 7
- 31 : Chimie théorique, physique, analytique
- 32 : Chimie organique, inorganique, industrielle
- 33 : Chimie des matériaux

Groupe 8
- 34 : Astronomie, astrophysique
- 35 : Structure et évolution de la Terre et des autres planètes
- 36 : Terre solide : géodynamique des enveloppes supérieures, paléobiosphère
- 37 : Météorologie, océanographie physique et physique de l'environnement (renommée « Enveloppes fluides du système Terre et autres planètes » à partir du 1er janvier 2022)

### Disciplines de santé (médecine,odontologie)
- 42 : Morphologie et morphogenèse
  - 01 : Anatomie
  - 02 : Histologie, embryologie et cytogénétique
  - 03 : Anatomie et cytologie pathologiques
- 43 : Biophysique et imagerie médicale
  - 01 : Biophysique et médecine nucléaire
  - 02 : Radiologie et imagerie médicale)
- 44 : Biochimie, biologie cellulaire et moléculaire, physiologie et nutrition
  - 01 : Biochimie et biologie moléculaire
  - 02 : Physiologie
  - 03 : Biologie cellulaire
  - 04 : Nutrition
- 45 : Microbiologie, maladies transmissibles et hygiène
  - 01 : Bactériologie - virologie ; hygiène hospitalière
  - 02 : Parasitologie et mycologie
  - 03 : Maladies infectieuses ; maladies tropicales
- 46 : Santé publique, environnement et société
  - 01 : Épidémiologie, économie de la santé et prévention
  - 02 : Médecine et santé au travail
  - 03 : Médecine légale et droit de la santé
  - 04 : Biostatistiques, informatique médicale et technologies de communication
  - 05 : Épistémologie clinique[39]
- 47 : Cancérologie, génétique, hématologie, immunologie
  - 01 : Hématologie ; transfusion
  - 02 : Cancérologie ; radiothérapie
  - 03 : Immunologie
  - 04 : Génétique
- 48 : Anesthésiologie, réanimation, médecine d'urgence, pharmacologie et thérapeutique
  - 01 : Anesthésiologie - réanimation ; médecine d'urgence
  - 02 : Réanimation ; médecine d'urgence
  - 03 : Pharmacologie fondamentale ; pharmacologie clinique
  - 04 : Thérapeutique
- 49 : Pathologie nerveuse et musculaire, pathologie mentale, handicap et rééducation
  - 01 : Neurologie
  - 02 : Neurochirurgie
  - 03 : Psychiatrie d'adultes
  - 04 : Pédopsychiatrie
  - 05 : Médecine physique et de réadaptation
- 50 : Pathologie ostéo-articulaire, dermatologie et chirurgie plastique 
  - 01 : Rhumatologie
  - 02 : Chirurgie orthopédique et traumatologique
  - 03 : Dermato-vénéréologie
  - 04 : Chirurgie plastique, reconstructrice et esthétique ; brûlologie
- 51 : Pathologie cardiorespiratoire et vasculaire
  - 01 : Pneumologie
  - 02 : Cardiologie
  - 03 : Chirurgie thoracique et cardiovasculaire
  - 04 : Chirurgie vasculaire ; médecine vasculaire
- 52 : Maladies des appareils digestif et urinaire
  - 01 : Gastroentérologie ; hépatologie
  - 02 : Chirurgie digestive
  - 03 : Néphrologie
  - 04 : Urologie
- 53 : Médecine interne, gériatrie, chirurgie générale et médecine générale
  - 01 : Médecine interne ; gériatrie et biologie du vieillissement, addictologie[40]
  - 02 : Chirurgie générale
  - 03 : Médecine générale[41]
- 54 : Développement et pathologie de l'enfant, gynécologie-obstétrique, endocrinologie et reproduction
  - 01 : Pédiatrie
  - 02 : Chirurgie infantile
  - 03 : Gynécologie-obstétrique ; gynécologie médicale
  - 04 : Endocrinologie, diabète et maladies métaboliques
  - 05 : Biologie et médecine du développement et de la reproduction
- 55 : Pathologie de la tête et du cou
  - 01 : Oto-rhino-laryngologie
  - 02 : Ophtalmologie
  - 03 : Chirurgie maxillo-faciale et stomatologie
- 56 : Développement, croissance et prévention
  - 01 : Pédodontie
  - 02 : Orthopédie dento-faciale
  - 03 : Prévention, épidémiologie, économie de la santé, odontologie légale
- 57 : Sciences biologiques, médecine et chirurgie buccales
  - 01 : Parodontologie
  - 02 : Chirurgie buccale, pathologie et thérapeutique, anesthésiologie et réanimation
  - 03 : Sciences biologiques (biochimie, immunologie, histologie, embryologie, génétique, anatomie pathologique, bactériologie, pharmacologie)
- 58 : Sciences physiques et physiologiques endodontiques et prothétiques
  - 01 : Odontologie conservatrice, endodontie
  - 02 : Prothèses
  - 03 : Sciences anatomiques et physiologiques, occlusodontiques, biomatériaux, biophysique, radiologie

### Sciences (2epartie)
Groupe 9
- 60 : Mécanique, génie mécanique, génie civil
- 61 : Génie informatique, automatique et traitement du signal
- 62 : Énergétique, génie des procédés
- 63 : Génie électrique, Électronique, optronique et systèmes

Groupe 10
- 64 : Biochimie et biologie moléculaire
- 65 : Biologie cellulaire
- 66 : Physiologie
- 67 : Biologie des populations et écologie
- 68 : Biologie des organismes
- 69 : Neurosciences

### Lettres et sciences humaines (2epartie)
Groupe 11
- 70 : Sciences de l'éducation (voisine des disciplines 16, 19, 71, 74)
- 71 : Sciences de l'information et de la communication
- 72 : Épistémologie, histoire des sciences et des techniques
- 73 : Cultures et langues régionales
- 74 : Sciences et techniques des activités physiques et sportives (STAPS)

Théologie
- 76 : Théologie catholique
- 77 : Théologie protestante

### Pharmacie
Personnels enseignants hospitaliers (« bi-appartenants »)
- 80 : Sciences physico-chimiques et ingénierie appliquée à la santé (ex-39)
- 81 : Sciences du médicament et des autres produits de santé (ex-40)
- 82 : Sciences biologiques, fondamentales et cliniques (ex-41)

Personnels enseignants-chercheurs (« mono-appartenants »)
- 85 : Sciences physico-chimiques et ingénierie appliquée à la santé (ex-39)
- 86 : Sciences du médicament et des autres produits de santé (ex-40)
- 87 : Sciences biologiques, fondamentales et cliniques (ex-41)

### Autres sections de santé
- 90 : Maïeutique
- 91 : Sciences de la rééducation et de la réadaptation
- 92 : Sciences infirmières